# Franz Ludwig Anton Kelp
Franz Ludwig Anton Kelp (* 25. März 1809 in Oldenburg (Oldb); † 17. Februar 1891 ebenda) war ein deutscher Arzt und Psychiater. Er war der erste Direktor der 1858 gegründeten Irrenheilanstalt zu Wehnen.

## Leben und Wirken
Kelp war der Sohn des Apothekers Rudolph Heinrich Kelp (1762–1818) und dessen Ehefrau Margarethe Ulrike Charlotte geb. Ummius (1775–1860). Er besuchte das Gymnasium in Oldenburg und studierte von 1828 bis 1833 Medizin an den Universitäten Göttingen, Heidelberg sowie Berlin. Dort promovierte er 1832. 1833 ließ er sich in Dedesdorf als Praktischer Arzt nieder und siedelte 1837 nach Delmenhorst über, wo er 1843 zum Kreisphysikus ernannt wurde.
Er interessierte sich schon früh für psychische Krankheiten und begann 1845 mit vorbereitenden Untersuchungen für die Errichtung einer neuen Irrenheilanstalt als Ergänzung für die Pflegeanstalt im Kloster Blankenburg gedacht war. Nach zahlreichen Besuchen in- und ausländischer Heilanstalten legte Kelp 1850 gemeinsam mit dem Architekten Hero Diedrich Hillerns einen  Planungsentwurf vor und veröffentlichte im folgenden Jahr noch anonym eine Broschüre Die neue Irrenheilanstalt für das Großherzogtum Oldenburg, die im März 1853 dem Oldenburgischen Landtag vorgelegt wurde. Noch im gleichen Jahr wurden vom Landtag 20.000 Taler für den Krankenhausneubau bewilligt, der auf dem Gebiet des Wehner Esch nach dem Entwurf Hillerns errichtet wurde. Bei Eröffnung der Anstalt, der heutigen Karl-Jaspers-Klinik Wehnen, am 15. März 1858 wurde Kelp zu deren erstem Direktor ernannt. Er leitete die Klinik als Medizinalrat, seit 1872 der Obermedizinalrat mit großem organisatorischem Geschick und mit einer Begabung für die Psychiatrie.
Nebenher führte er von 1854 bis 1860 die ärztliche Versorgung der chronisch psychisch Kranken im Kloster Blankenburg und trat mit einer Reihe wissenschaftlicher Veröffentlichungen hervor. Seit 1850 war er Mitglied des Collegium Medicum, der obersten medizinischen Behörde des Großherzogtums Oldenburg. 1862 wurde er zum Präsidenten der Deutschen Gesellschaft für Psychiatrie und gerichtliche Psychologie gewählt.

## Familie
Kelp war zweimal verheiratet. Am 21. Juni 1836 heiratete er in Berne Anna Henriette von Buttel (1815–1879), die Tochter des Kaufmanns Friedrich Christian von Buttel (1792–1861) und Nichte des späteren oldenburgischen Ministerpräsidenten Dietrich Christian von Buttel. Die Ehe, der zwei Töchter entstammten, wurde später geschieden. Am 25. Mai 1856 heiratete Kelp in Delmenhorst in zweiter Ehe die aus Neuenkirchen bei Damme stammende Caroline Johanne Marie Müller (1820–1905), die Ehe blieb kinderlos.

## Schriften
- Irrenstatistik des Herzogtums Oldenburg. Veröffentlicht in: Allgemeine Zeitschrift für Psychiatrie, Bd. 4, H. 4. Berlin. 1847. (Auch als Sonderdruck erschienen)
- Die neue Irrenanstalt für das Herzogtum Oldenburg. Oldenburg. 1851. 1852 (2. Auflage).
- Die Großherzoglich Oldenburgische Heilanstalt zu Wehnen in ihrer ganzen Einrichtung. Veröffentlicht in: Magazin für die Staats- und Gemeindeverwaltung im Großherzogtum Oldenburg, 2. Ausgabe. 1861. S. 20–67.
- Medicinisch-statistischer Bericht über die Heilanstalt zu Wehnen 1861–1866. Oldenburg. 1867.